# حوزه انتخابیه سراب
حوزهٔ انتخابیه سراب از حوزهٔ انتخاباتی استان آذربایجان شرقی است که شامل ۱ شهرستان سراب و جمعیتی بالغ بر ۱۳۱٬۹۳۴ نفر می‌شود.

## فهرست نمایندگان
این فهرستی از نمایندگان حوزهٔ انتخابیهٔ سراب در مجلس شورای اسلامی است.
| دوره  | نام نماینده          |
| ----- | -------------------- |
| اول   | علی ملکوتی           |
| دوم   | علی ملکوتی           |
| سوم   | محمدعلی حقی سرابی    |
| چهارم | محمود روح‌بخش مهربان  |
| پنجم  | حسین انواری          |
| ششم   | حسین انواری          |
| هفتم  | امیر صنعتی مهربانی   |
| هشتم  | مجید نصیرپور سردهایی |
| نهم   | مهناز بهمنی          |
| دهم   | یوسف داوودی          |